# Wanfotang-Grotten
Die Wanfotang-Grotten (chinesisch 万佛堂石窟, Pinyin Wànfótáng shíkū, englisch Caves of the Ten Thousand Buddhas / Wanfotang Cave Temple – „Höhlen der Zehntausend Buddhas“) im Kreis Yi (义县) im Süden der chinesischen Provinz Liaoning sind ein buddhistischer Höhlentempel aus der Zeit der Nördlichen Wei-Dynastie, in dem viele buddhistische Statuen und Wandgemälde erhalten sind.
Die Grotten stehen seit 1988 auf der Liste der Denkmäler der Volksrepublik China (3-45).